# (10537) 1991 RY16
(10537) 1991 RY16 est un astéroïde de la ceinture principale découvert le 15 septembre 1991 par l'astronome Henry E. Holt.

## Historique
Le lieu de découverte, par l'astronome Henry E. Holt, est l'observatoire Palomar.
Sa désignation provisoire, lors de sa découverte le 15 septembre 1991, était 1991 RY16.